# Mas Serra del Boix
El Mas Serra del Boix és un edifici de Ripoll protegit com a Bé Cultural d'Interès Local.

## Descripció
El mas dels propietaris és un volum de planta, dos pisos i golfes amb teulat a dues vessants. A llevant, a més de la volta de pedra a la cort, les obertures estan emmarcades per carreus de pedra, però les obertures de migjorn tenen cairats per llinda. A la cara nord hi ha una capella amb una obertura circular i amb la porta amb els brancals de totxo i una llinda depedra. A ponent dos arcs de pedra a la cort, un cos semicircular de caràcter militar, i una terrassa; també trobem una cabanya de pedra i teules. Darrer el mas dels amos, el mas dels masovers, de planta i pis. Entre els dos masos, un passadís on hi ha la porta d'entrada al primer pis del mas dels amos i també l'entrada a la planta del mas dels masovers. Les obertures d'aquest tenen caires per llinda, alguns de mot antics. Damunt del mas hi ha dues cabanes delimitant un pati. Després trobem l'era que avui és un pati; a continuació una cabana, de teulat a un vessant com les altres dues, mirant a ponent amb quatre obertures.